# (172) Бавкида
(172) Бавкида (др.-греч. Βαυκίς) — астероид главного пояса, который принадлежит к светлому спектральному классу S. Астероид был открыт 5 февраля 1877 года французским астрономом Альфонсом Борелли и назван в честь героини античного мифа Бавкиды.

Орбита астероида Бавкида и его положение в Солнечной системе
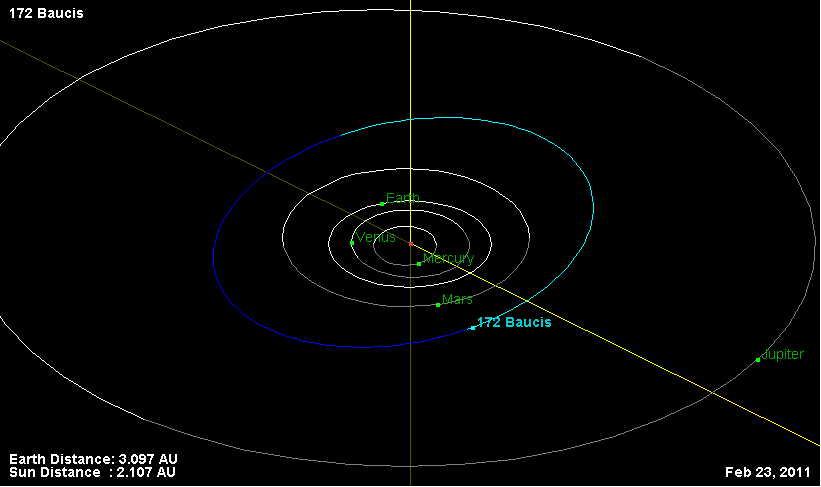
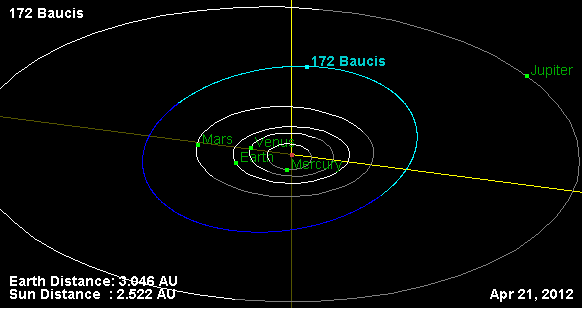